# Ragunda distrikt
Ragunda distrikt är ett distrikt i Ragunda kommun och Jämtlands län. Distriktet ligger omkring Hammarstrand i östra Jämtland. En mindre del av distriktet ligger i Ångermanland.

## Tidigare administrativ tillhörighet
Distriktet inrättades 2016 och utgörs av Ragunda socken i Ragunda kommun.
Området motsvarar den omfattning Ragunda församling hade 1999/2000.

## Tätorter och småorter
I Ragunda distrikt finns en tätort och tre småorter.

### Tätorter
- Hammarstrand

### Småorter
- Ragunda
- Ragunda och Gisslegård
- Överammer